# Frank Davis
Pour les articles homonymes, voir Davis.
Frank Davis est un scénariste et producteur de cinéma américain né le 24 octobre 1897 à Chicago (Illinois) et mort le 19 décembre 1984 à Los Angeles (Californie).

## Biographie
Marié à la romancière et scénariste Tess Slesinger, il est le père du réalisateur Peter Davis et le grand-père du producteur Nick Davis (en).

## Filmographie

### producteur
- 1930 : El presidio de Edgar Neville et Ward Wing
- 1930 : Olimpia de Chester M. Franklin et Juan de Homs
- 1931 : La mujer X de Carlos F. Borcosque
- 1931 : En cada puerto un amor de Carlos F. Borcosque et Marcel Silver
- 1931 : La fruta amarga de Arthur Gregor et José López Rubio
- 1936 : Au seuil de la vie de W.S. Van Dyke et Rowland Brown
- 1936 : Une femme qui tombe du ciel de George Fitzmaurice
- 1938 : Chasseurs d'accidents de Edwin L. Marin
- 1938 : Barreaux blancs de Sam Wood
- 1939 : Le monde est merveilleux de W.S. Van Dyke

### scénariste (cinéma)
- 1927 : Le Temps des cerises de Edward Sedgwick
- 1927 : California de W. S. Van Dyke
- 1935 : One New York Night (en) de Jack Conway
- 1938 : Barreaux blancs de Sam Wood
- 1940 : Chantez, dansez, mes belles ! (Dance, Girl, Dance) de Dorothy Arzner
- 1941 : Adieu jeunesse de Henry King
- 1942 : Madame exagère (Are Husbands Necessary?)  de Norman Taurog
- 1945 : Le Lys de Brooklyn de Elia Kazan
- 1946 : Claudia et David de Walter Lang
- 1947 : La Femme sur la plage de Jean Renoir
- 1948 : Fighting Father Dunne de Ted Tetzlaff
- 1951 : Dix de la légion de Willis Goldbeck
- 1951 : Le Chevalier du stade de Michael Curtiz
- 1952 : The Jazz Singer de Michael Curtiz
- 1952 : La Mission du commandant Lex de André De Toth
- 1952 : The Story of Will Rogers de Michael Curtiz
- 1954 : Mademoiselle Porte-bonheur de Jack Donohue
- 1954 : L'Homme des plaines de Michael Curtiz
- 1955 : La Rivière de nos amours de André De Toth
- 1959 : Le Grand Damier de Hugo Haas
- 1964 : Le Train de John Frankenheimer et Bernard Farrel

### scénariste (télévision)
- 1954 : The Pepsi-Cola Playhouse (1 épisode)
- 1957 : General Electric Theater (1 épisode)
- 1957 : Sugarfoot (1 épisode)
- 1957 : The 20th Century-Fox Hour (1 épisode)
- 1959 : Wichita Town (1 épisode)
- 1974 : A Tree Grows in Brooklyn (téléfilm)

## Nominations
- Oscars du cinéma 1966 : Nomination pour l'Oscar du meilleur scénario original (Le Train)
- Selon certaines sources[1], ni Franklin Coen, ni Frank Davis ne seraient les auteurs du scénario du film, les vrais scénaristes étant Ned Young et Howard Dimsdale, alors sur liste noire.